# Stefano Maullu
Stefano Giovanni Maullu (Milano, 15 marzo 1962) è un politico italiano, dal 13 ottobre 2022 deputato alla Camera per Fratelli d'Italia, dopo essere stato europarlamentare dal 13 luglio 2015 al 2 luglio 2019 per Forza Italia.

## Biografia
Nato a Milano, ma di origini sarde, frequenta l'Istituto tecnico e poi si laurea in scienze politiche, nel 1998 viene nominato vicepresidente del Consorzio intercomunale edilizia economico e popolare, in seguito diventa presidente della società consortile Navigli Lombardi nel 2006. Nello stesso anno viene nominato presidente dell'Autorità per l'Acqua della Città di Milano.
Nel 2007 entra nel consiglio di amministrazione (CdA) della Fondazione Sacra Famiglia, mentre nel 2011 entra nel CdA della Fondazione Pomeriggi Musicali.
Nel 2012 diviene presidente della società Tangenziale Est Esterna di Milano, incaricata di realizzare la Tangenziale Esterna di Milano, portando avanti un'opera strategica per la mobilità della Lombardia e del Nord Italia: per questo ottiene, nel dicembre 2013, la copertura finanziaria totale con un finanziamento di 700 milioni di euro (su 2,2 miliardi di valore complessivo) dalla Banca Europea degli Investimenti. Nel gennaio 2013 diventa amministratore delegato della società Tangenziale Esterna. Nel gennaio 2014 lascia la carica di amministratore delegato e diviene responsabile per le Relazioni Istituzionali della stessa società, ruolo che assume in qualità di Consigliere delegato.

## Attività politica

### Gli inizi
Alle elezioni amministrative del 1993 viene eletto consigliere di circoscrizione a Milano; mentre alle amministrative del 1997 si candida al consiglio comunale di Milano, tra le liste di Forza Italia - Cristiani Democratici Uniti a sostegno del candidato sindaco di centro-destra Gabriele Albertini, raccogliendo 435 preferenze e venendo eletto consigliere comunale, andando a ricoprire nel 1999 l'incarico di presidente della Commissione consiliare Urbanistica ed edilizia, dove realizza un nuovo regolamento edilizio cittadino che permette di riqualificare 1.500.000 di m² di territorio comunale.

### Elezione a consigliere regionale
Alle elezioni regionali in Lombardia del 2000 si candida tra le liste di Forza Italia, nella mozione del presidente uscente Roberto Formigoni, risultando eletto nel collegio di Milano con 9.435 preferenze in consiglio regionale della Lombardia, dove s'interessa di Europa alla guida delle Commissioni regionali in materia di politiche comunitarie, realizzando la piattaforma “Europa facile”, un vademecum per aiutare gli amministratori locali lombardi nella promozione e nello sviluppo del territorio, attraverso l'uso efficiente dei finanziamenti messi a disposizione dall'Unione Europea.
Alle regionali lombarde del 2005 viene rieletto consigliere regionale nel medesimo collegio con 10.616 preferenze, andando ad assumere la presidenza della Commissione consiliare Ambiente, Energia, Protezione Civile, dove viene varata (prima Regione in Italia) la legge sulla certificazione energetica e porta all'approvazione la prima legge in Lombardia per la lotta all'inquinamento atmosferico (l.r. 24/2006); viene realizzata anche la riforma del Testo Unico su Aree Protette e Parchi.

### Assessore regionale della Lombardia
Il 30 luglio 2008 viene nominato assessore con deleghe alla protezione civile, prevenzione e polizia locale nella giunta regionale della Lombardia presieduta da Formigoni, rimanendo in carica fino al 30 marzo 2010, dove durante il suo mandato ha gestito l'invio dei volontari lombardi all'Aquila in Abruzzo durante il terremoto del 2009.
Nel 2009 aderisce alla confluenza di Forza Italia nel Popolo della Libertà (PdL), con cui alle elezioni regionali lombarde del 2010 si ricandida tra le sue liste, a sostegno di Roberto Formigoni, venendo eletto per la terza volta consigliere regionale, con 17.431 preferenze, e confermato nella giunta lombarda di Formigoni come assessore al commercio, turismo e servizi, dove in concerto con i territori e le province valorizza le eccellenze attrattive lombarde, i negozi storici, ottimizzando i distretti del commercio lombardi..

### Elezione al Parlamento europeo
Il 16 novembre 2013, con la sospensione delle attività del Popolo della Libertà, aderisce alla rinascita di Forza Italia, con cui alle elezioni europee del 2014 viene candidato al Parlamento europeo, tra le sue liste nella circoscrizione Italia nord-occidentale, raccogliendo 34.919 preferenze e risultando il primo dei non eletti. Il 13 luglio 2015 diventa europarlamentare, subentrando a Giovanni Toti eletto presidente della Regione Liguria. È stato vicepresidente della Commissione per la cultura e l'istruzione, membro della Delegazione alla commissione di cooperazione parlamentare UE-Russia e membro sostituto della Commissione per l'ambiente, la sanità pubblica e la sicurezza alimentare, della Commissione giuridica e della Delegazione all'Assemblea parlamentare paritetica ACP-UE.

### Passaggio a Fratelli d'Italia
Il 28 novembre 2018 lascia Forza Italia per aderire a Fratelli d'Italia (FdI), passando l'11 dicembre al relativo gruppo parlamentare europeo dei Conservatori e dei Riformisti Europei, di cui nel 2020 viene nominato coordinatore cittadino a Milano dal presidente del partito Giorgia Meloni.
Alle elezioni europee del 2019 si ricandida al Parlamento europeo, tra le liste di FdI nella medesima circoscrizione, piazzandosi in quarta posizione con 9.161 preferenze ma risultando non eletto.
Alle elezioni politiche anticipate del 2022 viene candidato alla Camera dei deputati, tra le liste di Fratelli d'Italia nel collegio plurinominale Lombardia 1 - 01 in seconda posizione, risultando eletto deputato. Nella XIX legislatura è membro della 6ª Commissione Finanze e della Delegazione italiana all'Assemblea parlamentare del Consiglio d'Europa.

## Vicende giudiziarie
Il 18 gennaio 2019 è stato condannato in primo grado, dal tribunale di Milano assieme a 51 persone tra ex assessori ed ex consiglieri regionali della Lombardia, a 1 anno e 6 mesi per il reato di peculato, con pena sospesa e non menzione, nell'inchiesta "Spese pazze" in Regione Lombardia.
Il 13 luglio 2021 i giudici hanno infine dichiarato non doversi procedere per prescrizione nel processo di appello.